# Sassenburg
Sassenburg ist eine Gemeinde im niedersächsischen Landkreis Gifhorn.

## Geografie
Im Übergangsbereich zwischen Harz und Heide erstreckt sich östlich von Gifhorn und nordwestlich von Wolfsburg das Gebiet der Gemeinde Sassenburg. Sie wird in ihrem südlichen Bereich in ost-westlicher Richtung von der Aller durchflossen. In Nord-Süd-Richtung durchschneidet der Elbe-Seitenkanal das Gemeindegebiet. Die Gemeinde erstreckt sich über eine Fläche von 8840 ha, wovon 17 % Siedlungs- und Verkehrsfläche sind. Westlich verläuft die Bahnstrecke Braunschweig–Wieren.

### Geologie
Die Landschaft wird im Nordwesten vom Großen Moor, einem weitgehend abgetorften Hochmoor bestimmt, das 1984 teilweise zum Naturschutzgebiet erklärt wurde. Nach Osten hin geht es in ein sanft welliges Hügelland über, nach Süden in das Aller-Urstromtal.

### Nachbargemeinden
Benachbarte Gemeinden sind (im Uhrzeigersinn, im Norden beginnend): Wahrenholz, Ehra-Lessien, Barwedel, Jembke, Bokensdorf, Osloß, Calberlah, Gifhorn.
Nächstgelegene größere Städte sind Wolfsburg und Braunschweig.

### Gemeindegliederung
Sassenburg ist eine Einheitsgemeinde und umfasst die Ortschaften Dannenbüttel, Grußendorf, Neudorf-Platendorf, Stüde, Triangel und Westerbeck (einschließlich Wohnplatz Neuhaus). Vor dem östlichen Ortsrand Westerbecks befindet sich das Rathaus.

## Geschichte

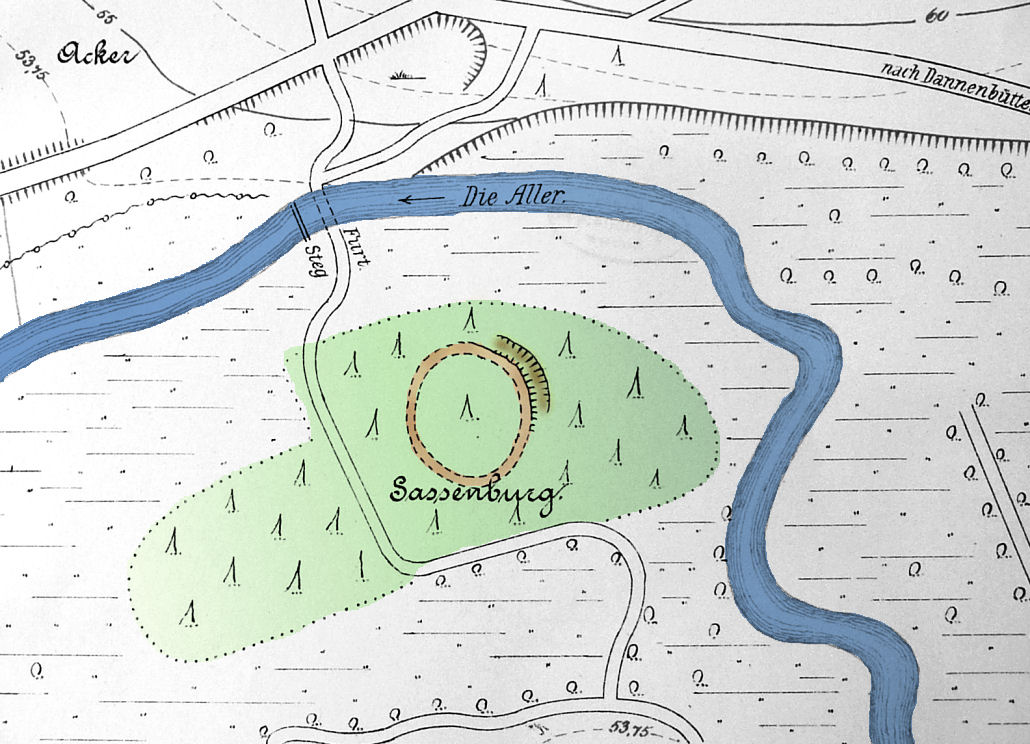
Namensgebende Sassenburg an der Aller

Sassenburg ist eine Einheitsgemeinde im Landkreis Gifhorn, die im Zuge der Niedersächsischen Gebietsreform am 1. März 1974 aus den bis dahin selbstständigen Gemeinden Dannenbüttel, Grußendorf, Neudorf-Platendorf, Stüde, Triangel und Westerbeck hervorgegangen ist. Ihren Namen erhielt die Gemeinde nach der gleichnamigen Sassenburg, bei der es sich um eine als Ringwall ausgeprägte Niederungsburg handelte. Ihr Standort befindet sich an der Aller in der Nähe von Dannenbüttel. Die Burgstelle ist heute ein unregelmäßiges Gelände mit kleinen Erhebungen. Es liegen bisher keine historischen oder archäologische Nachweise für das Vorhandensein der Befestigungsanlage vor. Das frühere Burgareal gehört heute zur Gemarkung Gifhorn.

## Einwohnerentwicklung
Nach dem Niedersächsischen Landesamt für Statistik wohnten 2005 in Sassenburg 10.973 Menschen in 3146 Gebäuden mit insgesamt 4466 Wohnungen bei einer durchschnittlichen Wohnfläche von 44,1 m² je Person. Seit Gründung der Gemeinde wuchs die Einwohnerzahl beständig, sowohl durch eine positive natürliche Bevölkerungsentwicklung als auch durch ein positives Wanderungssaldo. 24,40 % der Bevölkerung waren 2005 unter 18 Jahre alt, 7,70 % zwischen 18 und 25, 31,60 % zwischen 25 und 45, 23,10 % zwischen 45 und 64, und 13,20 % waren 65 Jahre alt oder älter. Die Arbeitslosenquote lag bei durchschnittlich 9,5 % (Männer: 7,5 %, Frauen: 12,4 %). 3.705 Menschen pendeln regelmäßig aus der Gemeinde heraus, 609 herein.
Am 31. Dezember 2024 lag die Einwohnerzahl bei 11.913.

## Politik

### Rat
Im Rat der Gemeinde Sassenburg sind nach der Kommunalwahl vom 12. September 2021 folgende Parteien und Wählergruppen vertreten:
- Bürger-Interessen-Gemeinschaft (B.I.G.) Sassenburg 6 Sitze
- CDU 7 Sitze
- SPD Sitze
- AfD 3 Sitze
- Grüne 2 Sitze
- Wir für Sassenburg (WirSa) 1 Sitz

SPD und WirSa bilden eine Gruppe. Ebenfalls zur Gruppe gehört Peter Weber (zuvor B.I.G.).

### Bürgermeister
Mit der Kommunalwahl 2001 kam auch in Sassenburg die neue niedersächsische Kommunalverfassung zum Tragen. Mit ihr endete die althergebrachte personelle Trennung zwischen Bürgermeister (Politik) und Gemeindedirektor (Verwaltung), stattdessen wurde die „Eingleisigkeit“ eingeführt. Der Bürgermeister wurde erstmals direkt von der Bevölkerung gewählt und ist Chef der Verwaltung und Politik in einer Person.
Dieses Amt bekleideten:
- 2001–2006: Wolfgang Stein (CDU)
- 2006–2021: Volker Arms (SPD)
- seit 2021: Jochen Koslowski (parteilos) Vertreter: André Bischoff (CDU)

### Ortsräte
Jeder der sechs Ortschaften besitzt einen Ortsrat mit einem Ortsbürgermeister an der Spitze. Die Ortsräte haben nach § 93 NKomVG nur eine stark begrenzte Zuständigkeit. Die Ortsräte sind zu wichtigen, die Ortschaft betreffenden Angelegenheiten zu hören. Die endgültige Entscheidung über eine Maßnahme obliegt jedoch dem Rat der Gemeinde.
Die Ortsbürgermeister nach der Kommunalwahl am 12. September 2021:
- Dannenbüttel: Jürgen Blume (SPD)
- Grußendorf: Markus Knobloch (CDU)
- Neudorf-Platendorf: Fabian Hoffmann (B. I. G.)
- Stüde: Tristan Schmidt (B. I. G.)
- Triangel: Andrea Kiel (CDU)
- Westerbeck: Stefan Lippel (CDU)

### Wappen und Flagge
Blasonierung: „Geteilt von Blau und Grün oben eine goldene Burg mit silbernem Tor und Palisadenwand, unten ein silbernes Zahnrad durch ein goldenes Torfbesteck in Schrägkreuzung überdeckt und beidseitig hiervon zwei goldene Ähren.“
Die Burg symbolisiert die ehemalige Befestigungsanlage an der Aller, wobei jede der Palisaden für eine der Ortschaften der Gemeinde steht. Das Torfbesteck weist auf den traditionellen Torfabbau in dieser Region hin und das Zahnrad deutet auf die Industrieansiedlung im Bereich der Ortschaft Triangel hin. Die grüne Farbgebung und die Ähren weisen auf die landwirtschaftliche Nutzung und der blaue Hintergrund im oberen Bereich auf das Moor hin.
Das Wappen wurde von Arnold Lange entworfen, am 8. November vom Rat der Gemeinde beschlossen und am 21. Dezember 1977 offiziell bestätigt.
Die Flagge der Gemeinde Sassenburg trägt in zwei gleich breiten Längsstreifen von links nach rechts die Gemeindefarben Grün und Blau und ist im Mittelfeld mit dem Wappen belegt.

### Partnergemeinde
Sassenburgs Partnergemeinde ist Hohenleipisch in Brandenburg.

## Kultur und Sehenswürdigkeiten
In Stüde befindet sich das Naherholungsgebiet Bernsteinsee. Bei Dannenbüttel gibt es den Beversee. 2013 wurde in der Alten Schmiede in Triangel der Kulturverein der Gemeinde Sassenburg KusS (Kulturschmiede Sassenburg) gegründet.

## Bildung

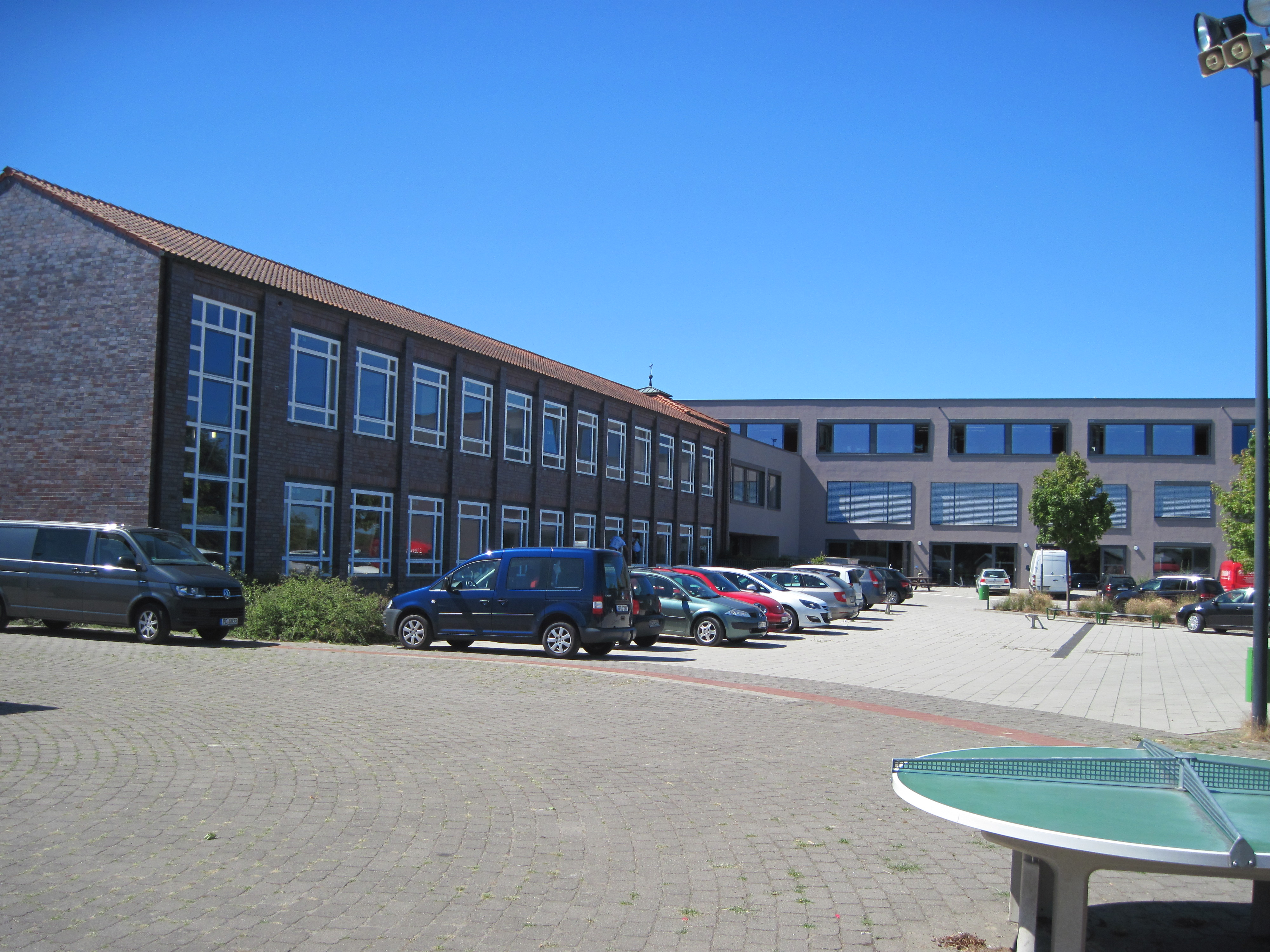
IGS Sassenburg

An der Hauptstraße (Nähe Kreuzung zur Bundesstraße 188) befindet sich die Integrierte Gesamtschule Sassenburg mit Turnhalle und Sportplatz. Großzügige Neu- und Anbauten zur Aufnahme von insgesamt über 1000 Schülern sowie Brandschutzsanierungen des Bestandes erfolgten in den Jahren 2012 bis 2018. Die Mensa im Neubau verfügt über eine Bühne, so dass diese auch als Veranstaltungssaal genutzt werden kann.
Die auf dem Gelände einst bestehende Grundschule war zuletzt als Pestalozzi-Förderschule genutzt. Diese zog inzwischen wieder nach Gifhorn. Das Gebäude wurde im Jahre 2018 abgerissen. Die Freifläche wurde nunmehr zur neuen Bushaltestelle der Schule umgebaut.

## Medien
Seit der Gründungszeit der Gemeinde erscheint Die Sassenburg als amtliches Mitteilungsblatt. Der Inhalt des Blattes geht über bloße amtliche Mitteilungen hinaus und enthält u. a. Vereinsmitteilungen.